# OpenAI
OpenAI è un laboratorio di ricerca sull'intelligenza artificiale costituito dall'ente no-profit OpenAI, Inc. e dalla sua sussidiaria for-profit OpenAI, L.P. A settembre 2024 è emerso in una intervista al CEO Sam Altman che è in corso la piena trasformazione di OpenAI in una società a scopo di lucro. L'obiettivo della ricerca di OpenAI è promuovere e sviluppare un'intelligenza artificiale amichevole (friendly AI) in modo che l'umanità possa trarne beneficio.
Fondata il 10 dicembre 2015, l'organizzazione, con sede a San Francisco, ha lo scopo di "collaborare liberamente" con altre istituzioni e ricercatori rendendo i suoi brevetti e ricerche aperti al pubblico.
I fondatori (tra cui Elon Musk e Sam Altman) sono stati motivati in parte dai rischi esistenziali derivanti dall'intelligenza artificiale generale.

## Storia
Nell'ottobre del 2015, Musk, Altman e altri investitori annunciarono la formazione dell'organizzazione donando oltre 1 miliardo di dollari all'impresa.
Il 27 aprile 2016, OpenAI ha rilasciato una versione beta pubblica di "OpenAI Gym", piattaforma per ricerca di apprendimento per rinforzo.
Il 5 dicembre 2016, OpenAI ha rilasciato Universe, un software che misura e allena l'intelligenza generale di una IA tramite giochi, siti web e altre applicazioni.
Il 21 febbraio 2018, Musk si è dimesso dal consiglio di amministrazione, per "un potenziale futuro conflitto di interessi" con la IA di Tesla per le automobili a guida autonoma; è rimasto un donatore.
Nel 2018, OpenAI ha sede nel Mission District di San Francisco, dove condivide un edificio con Neuralink, un'altra azienda co-fondata da Musk.
Nel novembre 2023 il consiglio di amministrazione di OpenAI propose a Dario Amodei, fondatore di Anthropic, di rimpiazzare Sam Altman ed eventualmente fondere OpenAI e Anthropic. Amodei ha rifiutato entrambe le proposte.
Nel 2023, il consiglio ha rimosso Altman dalla carica di CEO, mentre Brockman è stato rimosso dalla carica di presidente e poi si è dimesso da presidente. Quattro giorni dopo, entrambi sono tornati dopo le trattative con il consiglio e la maggior parte dei membri del consiglio si è dimessa. Il nuovo consiglio iniziale comprende l'ex co-CEO di Salesforce Bret Taylor come presidente.
Il 5 luglio 2024 le società Microsoft e Apple hanno rinunciato ad avere dei loro osservatori nel Consiglio di OpenAI.

### Partecipanti
- Elon Musk[20]
- Sam Altman, presidente dell'acceleratore di startup Y Combinator

Altri finanziatori del progetto:
- Reid Hoffman, co-fondatore di LinkedIn[20]
- Peter Thiel, co-fondatore di PayPal[20]
- Greg Brockman, ex CTO di Stripe
- Jessica Livingston, fondatrice partner di Y Combinator
- Amazon Web Services, la sussidiaria di Amazon che si occupa dei servizi cloud
- Infosys, azienda di consulenza IT indiana

Lo staff di altro profilo:
- Direttore di ricerca: Ilya Sutskever, ex esperto Google sull'apprendimento automatico (machine learning)[21]
- CTO: Mira Murati

Il gruppo si avviò a gennaio 2016 con nove ricercatori. Secondo WIRED, Brockman incontrò Yoshua Bengio, uno dei "padri fondatori" del campo di ricerca dell'apprendimento profondo (deep learning), e stilò una lista dei "migliori ricercatori nel campo". Peter Lee, di Microsoft, affermò che il costo di ricercatore di punta di IA supera il costo di uno dei migliori quarterback del NFL. Anche se OpenAI paga stipendi a livello di azienda (non a livello di non-profit), attualmente gli stipendi dei ricercatori di IA non sono paragonabili a quelli di Facebook o Google. Cionondimeno, Sutskever affermò che era disponibile a lasciare Google a favore di OpenAI "in parte a causa un gruppo molto forte di persone e, in larga misura, a causa della sua missione." Brockman affermò che "la cosa migliore che posso immaginare di fare è avvicinare l'umanità alla costruzione di un'IA reale in modo sicuro." Wojciech Zaremba, ricercatore di OpenAI, affermò che declinò offerte "al limite della pazzia", di due o tre volte più alte del suo valore di mercato, per prendere parte a OpenAI.

## Motivazioni
Alcuni scienziati, tra cui Stephen Hawking e Stuart Russell, credettero che se un'intelligenza artificiale avanzata avesse ottenuto l'abilità di riprogettarsi da sola a una velocità sempre più elevata, una "esplosione di intelligenza" inarrestabile avrebbe portato all'estinzione dell'umanità. Elon Musk definisce l'IA come la "minaccia più grande per l'esistenza" del genere umano. OpenAI è stata strutturata come non profit cosicché i fondatori possano concentrarsi nella ricerca di un impatto positivo a lungo termine.
OpenAI afferma che "è difficile rendersi conto di quanto la società possa beneficiare di una IA al livello umano", e che è ugualmente difficile comprendere "quanto possa essere danneggiata se prodotta o usata incorrettamente". Le ricerche sulla sicurezza non possono essere posticipate: "a causa della sorprendente storia della IA, è difficile predire quando arriverà l'IA al livello umano". OpenAI afferma che l'IA "dovrebbe essere un'estensione della volontà umana individuale e, nello spirito della libertà, distribuita il più ampiamente e equamente possibile...", e questo pensiero è stato espresso in un'altra circostanza, in riferimento a una classe potenzialmente enorme di prodotti con IA: "Siamo disposti a lasciare che la nostra società sia infiltrata da software autonomo e hardware i dettagli dei quali sono noti solo a pochi scelti? Naturalmente no". Il co-presidente Sam Altman si aspetta che questo progetto che dura decenni sorpasserà l'intelligenza umana.
Vishal Sikka, precedente CEO di Infosys, affermò che un requisito fondamentale per il suo contributo sarebbe stato il fatto di tenere l'azienda "aperta mentalmente" per "produrre risultati nell'interesse dell'umanità in generale". Inoltre disse che OpenAI "si allinea molto bene con i loro valori di lunga data" e il loro "sforzo di fare un lavoro significativo". Cade Metz di Wired suggerisce che società come Amazon potrebbero essere motivate da un desiderio di usare software open source e dati per livellare il campo contro altre società come Google e Facebook che possiedono enormi quantità di dati proprietari. Altman afferma che Y Combinator condividerà i dati con OpenAI.

## Strategia
Elon Musk pose questa domanda: "Cosa è la cosa migliore che possiamo fare per assicurare che il futuro sia buono? Potremmo stare nelle retrovie o possiamo incoraggiare un controllo normativo, o potremmo partecipare con la giusta struttura con persone interessate profondamente a sviluppare IA in un modo sicuro e vantaggioso per l'umanità." Musk riconobbe che "c'è sempre qualche rischio che nel progredire con l'IA (amichevole) si possa creare la cosa di cui siamo preoccupati"; cionondimeno, la miglior difesa è "dare il potere dell'IA a più persone possibile. Se tutti hanno l'IA, allora non c'è nessun individuo o piccolo gruppo di individui che ha l'IA con superpoteri".
La strategia anti-intuitiva di Musk e Altman di pensare di ridurre il rischio che l'IA causerà danni, dando l'IA a chiunque, è controversa tra coloro i quali sono preoccupati dal rischio di estinzione umana da parte dell'intelligenza artificiale. Il filosofo Nick Bostrom è scettico circa l'approccio di Musk: "Se hai un pulsante che potrebbe fare brutte cose al mondo, non vuoi darlo a tutti." Durante una conversazione nel 2016 circa la singolarità tecnologica, Altman disse: "non abbiamo in mente di rilasciare tutto il codice sorgente" e ha fatto menzione di un piano per "permettere a vaste aree del mondo di eleggere rappresentanti per un consiglio di amministrazione" Greg Brockman dichiarò: "Il nostro scopo or ora [...] è fare la cosa migliore da fare. È un po' vago."
In un post sul suo blog personale, Gates ha definito l'intelligenza artificiale il più importante progresso degli ultimi decenni al pari del microprocessore, del personal computer, di Internet e del telefono cellulare.

## Prodotti

### Gym
Gym mira a offrire un benchmark di intelligenza generale facile da impostare, con un'ampia varietà di ambienti differenti - in qualche modo affini a, ma più ampi di, il "ImageNet Large Scale Visual Recognition Challenge" usato nelle ricerche riguardanti l'apprendimento supervisionato - e che spera di standardizzare il modo in cui sono definiti gli ambienti negli articoli scientifici sull'intelligenza artificiale, cosicché le ricerche pubblicate possano essere riprodotte più facilmente. Il progetto afferma di fornire all'utente un'interfaccia semplice. A giugno 2017, la gym poteva essere usata solo con Python. A settembre 2017, il sito di documentazione della gym non era più mantenuto, e il lavoro si concentrò nella pagina di GitHub.

### RoboSumo
In “RoboSumo”, ci sono dei robot umanoidi in “meta-apprendimento” che inizialmente non sanno neanche come camminare e, gli vengono dati gli scopi di camminare e di spingere l'avversario fuori dal ring. Tramite questo processo di apprendimento antagonistico, riescono ad adattarsi alle condizioni variabili; quando un agente è rimosso dall'ambiente virtuale e collocato in un nuovo ambiente con un forte vento, l'agente si tiene per stare dritto, il che fa capire che ha imparato come stare in equilibrio in generale. Igor Mordatch, di OpenAI, sostiene che la competizione tra agenti può creare una "corsa agli armamenti" di intelligenza che può incrementare l'abilità dell'agente, anche al di fuori del contesto della competizione.

### Debate Game
Nel 2018, OpenAI ha lanciato il "Debate Game", che insegna alle macchine a discutere di fronte a un giudice umano. Lo scopo è fare ricerca sul fatto che questo approccio possa aiutare nel controllare le decisioni dell'IA e nel sviluppare IA interpretabile (explainable AI), ossia un'intelligenza le cui azioni sono comprensibli da un umano.

### OpenAI Five
OpenAI Five è il nome di cinque bot, curati da OpenAI usati in Dota 2, videogioco competitivo 5 contro 5; imparano a giocare contro giocatori umani ad alto livello tramite algoritmi trial and error. Prima di diventare un team di cinque, la prima dimostrazione pubblica avvenne al The International 2017, il torneo annuale del gioco, dove Dendi, un videogiocatore professionista ucraino, ha perso contro il bot in una partita in diretta uno contro uno. Dopo la partita, il CTO Greg Brockman ha spiegato che il bot ha imparato a giocare contro se stesso per due settimane, e che il software di apprendimento era un passo avanti verso creare software che può occuparsi di problemi complessi "come essere un chirurgo". Il sistema usa una forma di apprendimento per rinforzo, nel quale i bot imparano giocando contro se stessi per centinaia di volte al giorno per mesi, ed essendo premiati per azioni come uccidere un nemico o distruggere torri. A giugno 2018, l'abilità dei bot è cresciuta fino a giocare insieme come una squadra di cinque e a battere squadre di amatori o semiprofessionisti. Al The International 2018, OpenAI Five ha giocato due partite contro giocatori professionisti. Sebbene i bot abbiano perso entrambe le volte, OpenAI lo considera un successo, e hanno affermato che giocare contro qualcuno dei migliori giocatori di Dota 2 ha permesso loro di analizzare e migliorare gli algoritmi per le partite future.

### Dactyl
Dactyl usa l'apprendimento automatico per allenare un robot Shadow Hand da zero, usando lo stesso algoritmo di apprendimento per rinforzo che usa OpenAI Five. La mano robot è allenata interamente in simulazioni non precise dal punto di vista fisico.

### GPT2
GPT2 è un sistema di IA che genera del testo tramite un tono e un argomento. Per esempio, quando gli è stata data in input la prima frase del romanzo 1984 di George Orwell, ha prodotto un racconto di un futuro plausibile ambientato in Cina. A differenza dei precedenti prodotti di OpenAI, GPT2 non è stato diffuso subito al pubblico per evitarne un uso illecito, ad esempio la scrittura di notizie false.

### DALL-E
DALL-E è un sistema di IA che genera immagini tramite una descrizione testuale.

### ChatGPT
ChatGPT è una chatbot basata su intelligenza artificiale specializzata nel dialogo uomo-macchina.

## Loghi

2017 - 2025
2025 - attuale